# Nelidovo
Nelidovo (en russe : Нелидово) est une ville de l'oblast de Tver, en Russie, et le centre administratif du raïon de Nelidovo. Sa population s'élevait à 17 840 habitants en 2023.

## Géographie
Nelidovo se trouve dans les collines de Valdaï, sur la rivière Meja, un affluent de la Dvina occidentale, à 205 km au sud-ouest de Tver et à 306 km à l'ouest-nord-ouest de Moscou.

## Histoire
Nelidovo est fondée en 1900 près d'une gare ferroviaire sur la ligne Moscou – Riga. Le village de Melidovo accéda au statut de commune urbaine en 1938, puis à celui de ville en 1949.

## Population
Recensements (*) ou estimations de la population
| 1926* | 1939* | 1959*  | 1970*  | 1979*  |
| ----- | ----- | ------ | ------ | ------ |
| 1 446 | 4 103 | 26 465 | 29 813 | 29 045 |

| 1989*  | 2002*  | 2010*  | 2013   | 2014   |
| ------ | ------ | ------ | ------ | ------ |
| 30 044 | 26 154 | 22 896 | 21 581 | 21 020 |